# Emo Court

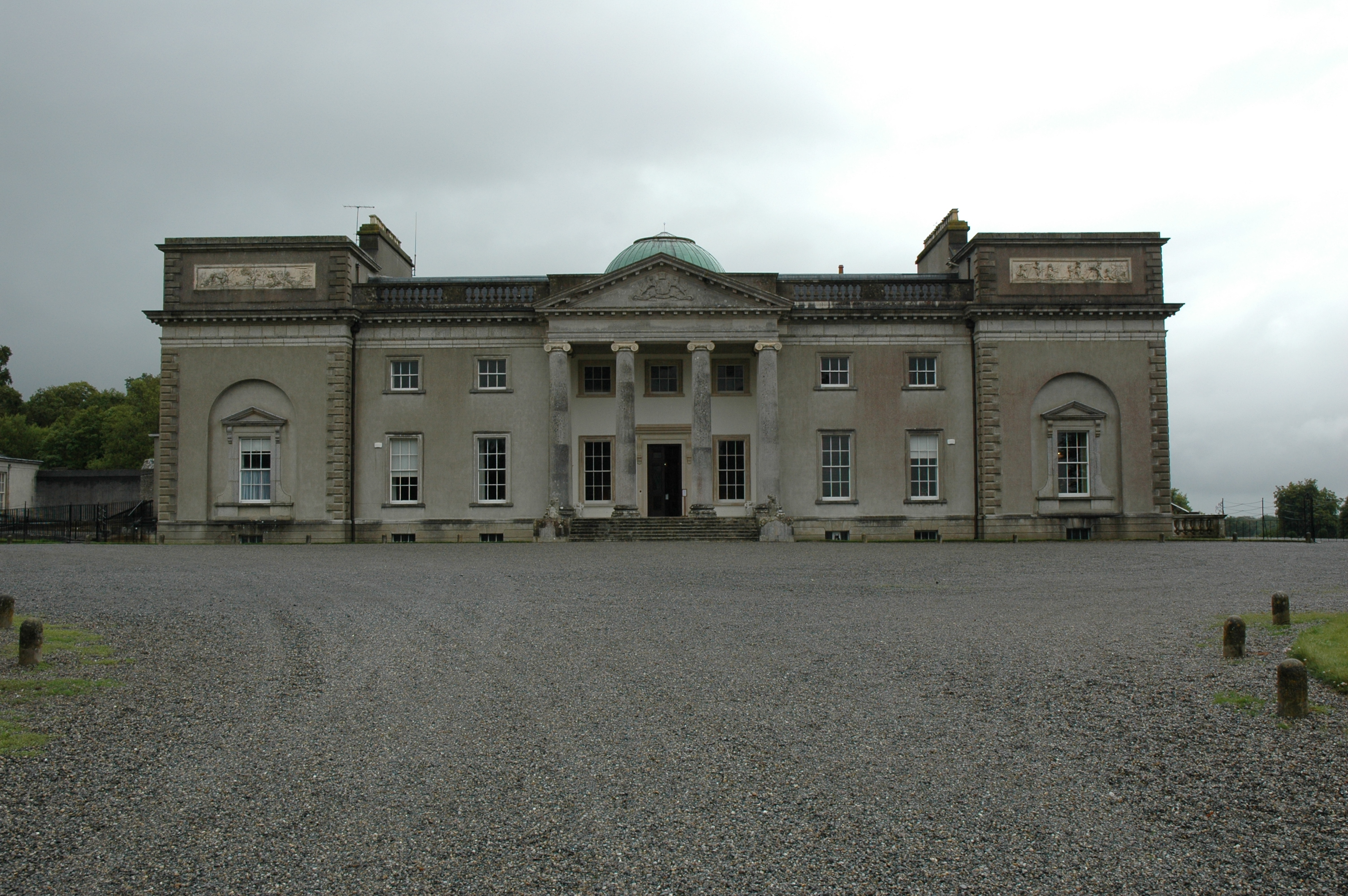
Rezydencja wiejska (dwór) w Emo

Emo Court (irl. Cúirt Ioma) – neoklasyczna rezydencja wiejska (ang. country house, mansion) położona niedaleko wsi Emo w hrabstwie Laois w Irlandii zaprojektowana dla Johna Dawsona (1744–1798), pierwszego earla (hrabiego) Portarlington, w roku 1790 przez architekta Jamesa Gandona.

## Historia

### John Dawson
Jest to jedyny projekt prywatnej rezydencji (dworu) zaprojektowany przez Gandona, który znany jest raczej z budynków publicznych, takich jak: Custom House, Four Courts czy King's Inns, wszystkie w Dublinie. To właśnie John Dawson zaprosił 39-letniego architekta do Dublina, by nadzorował budowę nowego budynku celnego dla dublińskiego portu. Znajomość ta zaowocowała projektem rezydencji dla rodziny Dawsonów. Gandon zajęty publicznymi zleceniami W Dublinie, poświęcał mało czasu dla swego zleceniodawcy. Był to jeden z powodów, dla których budowa ciągnęła się latami. Kiedy John Dawson, zginął w czasie irlandzkiej rewolucji 1798, prace budowlane wciąż dalekie były od ukończenia, a dom był wciąż niezamieszkany. John Dawson (1781–1845), jego najstarszy syn i 2. earl Portarlington, mimo trudności finansowych, zatrudnił nowego architekta i kontynuował prace przez resztę swojego życia. Po 47 latach dwór dalej był nieukończony, choć już zamieszkany. Dopiero Henry John Reuben Dawson-Damer, 3. earl Portarlington, około 1860 roku doprowadził budowę do końca, do stanu zachowanego do dziś.
W roku 1914 po wybuchu I wojny światowej rodzina Dawsonów przeniosła się do Anglii, opuszczając dwór. W roku 1920 posiadłość o pow. 52 km² została kupiona przez irlandzką komisję ds. gospodarki ziemią (ang. Irish Land Commission). Budynek pozostał niezamieszkany, a przyległe grunty rozparcelowane wśród okolicznych rolników.

### Jezuici
W roku 1930 budynek zakupiony został przez Jezuitów. Zakon zamienił od lat leżące odłogiem grunty w uprawne pola i sady, a nawet tereny sportowe. Ze względów funkcjonalnych, nie biorąc pod uwagę spójności architektury budynku, poczyniono niekorzystne zmiany przebudowując część wnętrz m.in. na kaplicę i salę zebrań (ang. assembly room). Jednak to dzięki zakonowi budynek nie podzielił losu innych podobnych rezydencji z tego okresu, które porzucone przez właścicieli zamieniły się w "malownicze" ruiny czy nawet zniknęły niemal bez śladu.
Jednym z mieszkających tutaj zakonników był ojciec Francis Browne (1880–1960), fotograf irlandzkiej wsi i życia religijnego pierwszej połowy XX wieku. Sławny przede wszystkim jako autor zdjęć ocalałych z Titanica. Zakonnik odbył nim pierwszą część rejsu z Southampton to Queenstown (dzisiaj Cobh) w Irlandii, gdzie odwołany przez swego zwierzchnika musiał opuścić pokład statku i nie popłynął w dalszą tragiczną już podróż.

### Cholmeley–Harrison
W roku 1969 zniszczoną posiadłość za ok. 40 000 funtów kupił Cholmeley-Harrison. Do odbudowy zatrudnił londyńskiego architekta Alberta Richardsona specjalizującego się w konserwacji gregoriańskiej architektury. Po odbudowie dwór pozostał prywatną rezydencją Cholmeley-Harrisona, natomiast ogrody udostępnione zostały do użytku publicznego za niewielką opłatą.
W 1994 roku Cholmeley-Harrison przekazał Emo Court narodowi irlandzkiemu na ręce ówczesnej prezydent Irlandii, Mary Robinson. Cholmeley-Harrison mieszkał w rezydencji aż do swojej śmierci w wieku 99 lat w lipcu 2008 roku. Obecnie cała posiadłość dostępna jest dla publiczności i jest pod opieką Office of Public Works, państwowej agencji zajmującej się zarządzaniem i konserwacją nieruchomości należących do państwa irlandzkiego.

## Budynek i ogród

### Budynek
Symetryczną formę głównego budynku podkreśla portyk z frontonem wspartym na czterech jońskich kolumnach biegnących przez dwie kondygnacje. Tympanon zdobi herb earlów Portarlington, a wejścia przy schodach strzegą stylizowane tygrysy. Na elewacji frontowej po lewej i prawej stronie na skrzydłach budynku umieszczono fryzy obrazujące odpowiednio rolnictwo i sztukę. Wewnątrz znajduje się ośmiokątny hall wejściowy z czterema drzwiami, z których dwoje prowadzi do kolejnych pomieszczeń, a pozostałe to tylko imitacje dla zachowania symetrii. Większe drzwi prowadzą do rotundy, a z niej do dwóch głównych pokojów i na zewnątrz do ogrodów. Rotunda (wzorowana na rzymskim Panteonie) jest dwukondygnacyjną strukturą zakończoną kopułą wystającą ponad dach. Jej ozdobny sufit wspierają pilastry z sieneńskiego marmuru. Ukończona została około 1860 roku przez dublińskiego architekta Williama Caldbecka.
Przy projektowaniu budynku uczestniczyli także w latach 20. XIX wieku bracia John i Matthew Williamsonowie z Dublina, a w latach 30. XIX wieku Lewis Vuillamy (1791–1871), który pracował nad ukończeniem jadalni z bogato zdobionym sufitem oraz portykiem od strony ogrodowej (północnej).
Z lewej strony (zachodniej) rezydencji znajdują się zabudowania pomocnicze i służby oraz parking.

### Ogród
35 hektarów terenów zielonych wokół posiadłości zostało przywróconych do dawnej świetności; obok neoklasycystycznych założeń krajobrazowych z naturalnie ukształtowanym terenem, 8-hektarowym jeziorem i bogatą roślinnością znajdują się tutaj ogrody formalne (regularne) i liczne grupy rzeźb. Wiele z rzeźb przetrwało okres, kiedy posiadłość była niezamieszkana i narażona na kradzieże, zatopionych w jeziorze i odnalezionych podczas prac restauracyjnych.

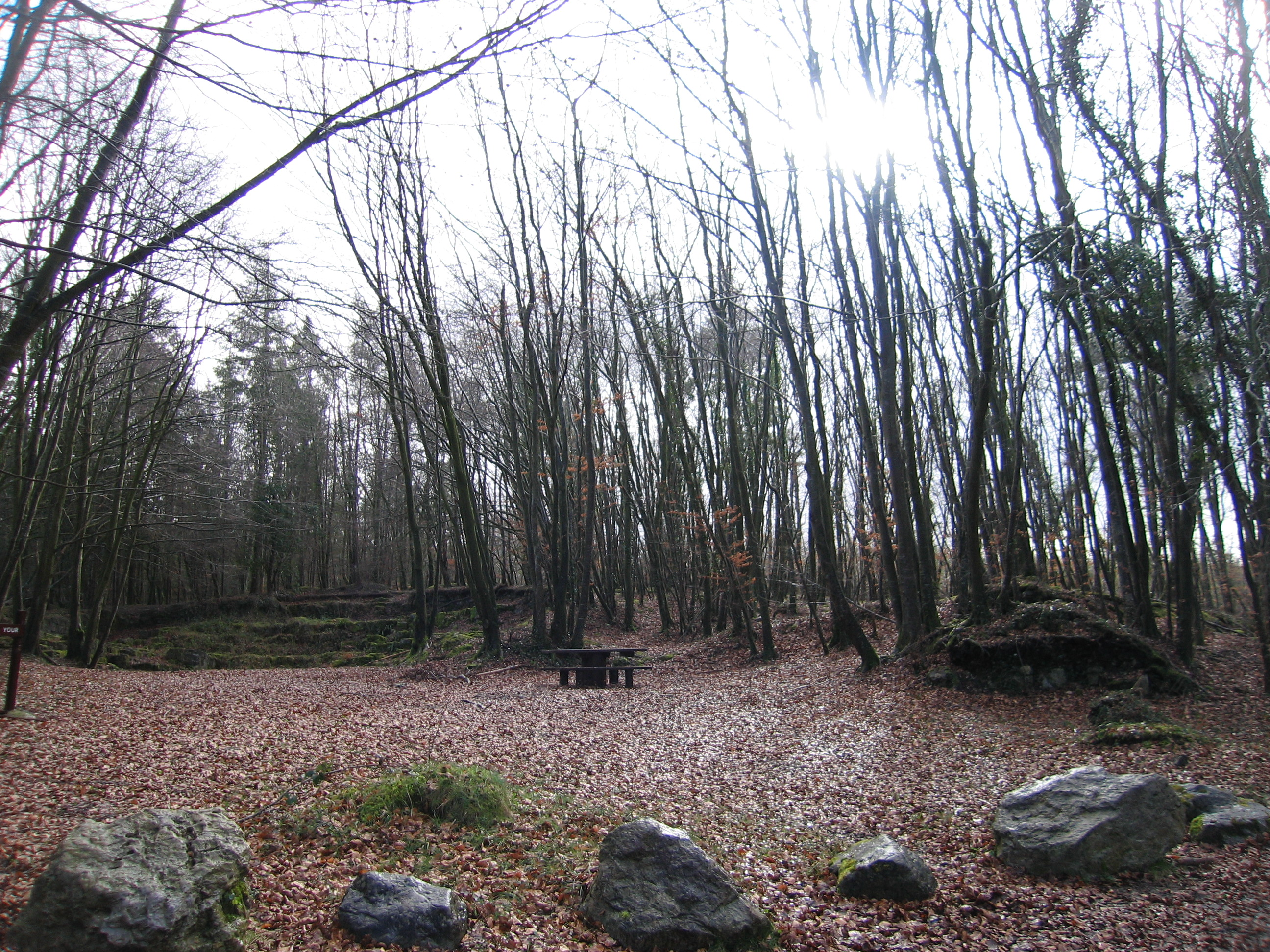
Las bukowy w Emo Court

W roku 1853 wzdłuż drogi ówcześnie prowadzącej do rezydencji (obecnie nieużywana) posadzono aleję sekwoi olbrzymich (Sequoiadendron giganteum), sprowadzonych z Kalifornii i na cześć zmarłego rok wcześniej księcia Wellingtona nazwanych wellingtoniami (ang. Wellingtonias).
Ogród podzielony jest na dwa główne obszary. The Clucker, w którym rosną rzadkie gatunki drzew np. jodła Abies forrestii z fioletowo-niebieskimi szyszkami czy dawidia chińska (Davidia involucrata) zwana drzewem chusteczkowym oraz krzewów, w tym parocja perska (Parrotia persica), fotergilla większa (Fothergilla major) i wiele odmian azalii, rododendronów czy kamelii. The Grapery – arboretum z licznymi ścieżkami prowadzącymi z posiadłości w kierunku pobliskich wzgórz Slieve Bloom.
Na terenie posiadłości występują też wiewiórki pospolite i trzy z 10 występujących w Irlandii gatunków nietoperzy: karlik drobny (Pipistrellus pygmaeus), borowiec Leislera (Nyctalus leisleri) i gacek brunatny (Plecotus auritus).